# Castelbuono
Castelbuono (sicilià Castiddubbonu) és un municipi italià, dins de la ciutat metropolitana de Palerm. L'any 2007 tenia 9.298 habitants. Limita amb els municipis de Cefalù, Geraci Siculo, Isnello, Petralia Sottana, Pollina i San Mauro Castelverde.

## Administració
| Període | Identitat    | Partit  |
| ------- | ------------ | ------- |
| 2007-   | Mario Cicero | L'Ulivo |

## Persones il·lustres
- Vincenzo Carollo, president de Sicília.